# Alexandru Coconul

Alexandru Coconul

Alexandru Coconul († 26. Juni 1632 in Istanbul; deutsch: Alexander der Versponnene) war vom 14. August 1623 bis zum 3. November 1627 Fürst des Fürstentums Walachei und von der ersten Junihälfte 1629 bis zum 29. April 1630 Fürst des Fürstentums Moldau.
Während seiner Herrschaft über die Walachei in Bukarest regierte sein Vater Radu Mihnea für den noch sehr jungen Fürsten (daher auch sein Beiname). Radu Mihnea hatte zu diesem Zeitpunkt den Thron im Fürstentum Moldau inne. Damit zeichnet sich – wenn auch noch nicht de jure – die 1859 erfolgte Vereinigung der Donaufürstentümer zum Staat Rumänien ab.
Nach Absetzung durch die Hohe Pforte in Istanbul zahlt er den Osmanen dermaßen hohe Bestechungsgelder (es soll sich um 100.000 venezianische Goldstücke gehandelt haben), dass er 1629 wieder mit einem Fürstenamt – diesmal im Fürstentum Moldau – betraut wird. Dort löst er Miron Barnovschi-Movila als Herrscher ab.
Schon bald gelangt der Sultan zu der Ansicht, dass Alexandru für diese Funktion nicht geeignet sei und setzte ihn wieder ab. Er starb am 26. Juni 1632 in der türkischen Hauptstadt.
| Personendaten    | Personendaten                                 |
| ---------------- | --------------------------------------------- |
| NAME             | Alexandru Coconul                             |
| ALTERNATIVNAMEN  | Alexander der Fürstensohn                     |
| KURZBESCHREIBUNG | Fürst der Walachei und des Fürstentums Moldau |
| GEBURTSDATUM     | 16. Jahrhundert oder 17. Jahrhundert          |
| STERBEDATUM      | 26. Juni 1632                                 |
| STERBEORT        | Istanbul                                      |